# Poenopsis abstrusa
Poenopsis abstrusa là một loài bướm đêm trong họ Noctuidae.